# Герои Социалистического Труда Марий Эл
В настоящий список включены:

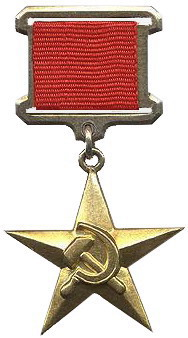
Золотая медаль «Серп и Молот»

- Герои Социалистического Труда, на момент присвоения звания проживавшие на территории современной Республики Марий Эл (в советское время — Марийской АССР), — 25 человек;
- уроженцы Марий Эл, удостоенные звания Героя Социалистического Труда в других регионах СССР, — 12 человек;
- Герои Социалистического Труда, прибывшие в Марий Эл на постоянное проживание из других регионов СССР, — 1 человек.

Вторая и третья части списка могут быть неполной из-за отсутствия данных о месте рождения и проживания ряда Героев.
В таблицах отображены фамилия, имя и отчество Героев, должность и место работы на момент присвоения звания, дата Указа Президиума Верховного Совета СССР, отрасль народного хозяйства, место рождения/проживания, а также ссылка на биографическую статью на сайте «Герои страны». Формат таблиц предусматривает возможность сортировки по указанным параметрам путём нажатия на стрелку в нужной графе.

## История
Первым в Марийской АССР звания Героя Социалистического Труда был удостоен колхозный звеньевой из Хлебниковского района И. М. Муртазин. Высшая степень отличия была присвоена ему Указом Президиума Верховного Совета СССР от 18 марта 1948 года за получение высоких урожаев ржи в 1947 году.
Большинство Героев Социалистического Труда в республике приходится на работников сельского хозяйства — 18 человек; радио- и электронной промышленности — 4; лесная промышленность, строительство, образование — по 1.

## Лица, удостоенные звания Героя Социалистического Труда в Марий Эл
| №  | Фамилия, имя, отчество         | Даты жизни              | Деятельность | Дата присвоения | Отрасль           | Место рождения         | ГС        |
| -- | ------------------------------ | ----------------------- | --- | --------------- | ----------------- | ---------------------- | --------- |
| 1  | Айглова Таисия Ямбатровна      | 13.08.1927 — 14.12.1994 | Свинарка колхоза имени Ленина Мари-Турекского района Марийской АССР | 22.03.1966      | сельхоз           | Мари-Турекский район   | [ ГС 1 ]  |
| 2  | Александрова Таисия Ивановна   | 06.10.1909 — 25.10.1992 | Учительница средней школы № 11, гор. Йошкар-Ола Марийской АССР | 01.07.1968      | образование       | Горномарийский район   | [ ГС 2 ]  |
| 3  | Аталаева Ольга Тихоновна       | 21.07.1920 — 11.01.2002 | Птичница колхоза «Сила» Горномарийского района Марийской АССР | 22.03.1966      | сельхоз           | Горномарийский район   | [ ГС 3 ]  |
| 4  | Баженов Василий Александрович  | 10.04.1919 — 06.04.1987 | Слесарь-инструментальщик Йошкар-Олинского завода полупроводниковых приборов Министерства электронной промышленности СССР, Марийская АССР                                               | 26.04.1971      | радиоэлектронпром | Новоторъяльский район  | [ ГС 4 ]  |
| 5  | Быков Владимир Фёдорович       | 14.04.1931 — 02.02.2012 | Комбайнёр совхоза «Семёновский» Медведевского района Марийской АССР | 10.02.1975      | сельхоз           | Йошкар-Ола             | [ ГС 5 ]  |
| 6  | Голубев Михаил Михайлович      | род. 12.09.1938         | Директор госплемзавода «Азановский» Медведевского района Марийской ССР | 17.10.1991      | сельхоз           | *Нижегородская область | [ ГС 6 ]  |
| 7  | Жилин Сергей Степанович        | 20.09.1926 — 17.12.1997 | Директор совхоза «Семёновский» Медведевского района Марийской АССР | 26.11.1965      | сельхоз           | Параньгинский район    | [ ГС 7 ]  |
| 8  | Калистов Анатолий Михайлович   | 14.04.1925 — 05.02.1997 | Старший мастер Марийского машиностроительного завода Министерства радиопромышленности СССР, гор. Йошкар-Ола                                                                            | 08.09.1975      | радиоэлектронпром | *Новгородская область  | [ ГС 8 ]  |
| 9  | Капитонова Фёкла Сергеевна     | 28.07.1934 — 18.02.2002 | Доярка госплемзавода «Семёновский» Медведевского района Марийской АССР | 27.07.1990      | сельхоз           | Советский район        | [ ГС 9 ]  |
| 10 | Кочергина Елена Еремеевна      | 03.02.1928 — 18.01.2002 | Льнотеребильщица колхоза имени Полантая Параньгинского района Марийской АССР | 07.03.1960      | сельхоз           | Параньгинский район    | [ ГС 10 ] |
| 11 | Красилов Алексей Александрович | 22.03.1929 — 01.08.1992 | Фрезеровщик Марийского машиностроительного завода Министерства радиопромышленности СССР, гор. Йошкар-Ола                                                                               | 26.04.1971      | радиоэлектронпром | *Кировская область     | [ ГС 11 ] |
| 12 | Крысов Василий Иванович        | 13.03.1928 — 17.06.2017 | Свинарь совхоза имени Кирова Мари-Турекского района Марийской АССР | 23.12.1976      | сельхоз           | Мари-Турекский район   | [ ГС 12 ] |
| 13 | Миронова Елена Ивановна        | 03.06.1921 — 06.07.2003 | Свинарка колхоза «Коммунизм» Горномарийского района Марийской АССР | 08.04.1971      | сельхоз           | Горномарийский район   | [ ГС 13 ] |
| 14 | Мосунова Евдокия Петровна      | 14.04.1919 — 24.04.1997 | Трактористка колхоза «Совет» Новоторъяльского района Марийской АССР | 08.04.1971      | сельхоз           | Новоторъяльский район  | [ ГС 14 ] |
| 15 | Муртазин Исхак Муртазинович    | 22.01.1895 — 06.04.1979 | Звеньевой полеводческого звена колхоза «Кураш» Хлебниковского района Марийской АССР | 18.03.1948      | сельхоз           | *Татарстан             | [ ГС 15 ] |
| 16 | Никеев Дмитрий Ильич           | 23.10.1907 — 08.02.1978 | Директор Марийской государственной сельскохозяйственной опытной станции, Медведевский район Марийской АССР                                                                             | 11.12.1973      | сельхоз           | *Смоленская область    | [ ГС 16 ] |
| 17 | Николаев Пётр Павлович         | 12.07.1927 — 29.02.2008 | Машинист башенного крана Марийского строительного треста, гор. Йошкар-Ола Марийской АССР                                                                                               | 26.11.1965      | строительство     | Советский район        | [ ГС 17 ] |
| 18 | Новиков Владимир Гаврилович    | 28.06.1928 — 22.03.2002 | Председатель колхоза «Рассвет» Советского района Марийской АССР | 06.09.1973      | сельхоз           | *Саратовская область   | [ ГС 18 ] |
| 19 | Обухова Галина Николаевна      | 06.03.1927 — 01.09.2014 | Заведующая фермой колхоза «Рассвет» Советского района Марийской АССР | 22.03.1966      | сельхоз           | Новоторъяльский район  | [ ГС 19 ] |
| 20 | Павлов Андрей Иванович         | 11.09.1916 — 10.07.1990 | Председатель колхоза «Большевик» Советского района Марийской АССР | 08.04.1971      | сельхоз           | Советский район        | [ ГС 20 ] |
| 21 | Полянин Василий Васильевич     | 04.02.1927 — 28.01.1995 | Бригадир колхоза «40 лет Октября» Новоторъяльского района Марийской АССР | 23.06.1966      | сельхоз           | Новоторъяльский район  | [ ГС 21 ] |
| 22 | Романов Никандр Николаевич     | 06.11.1922 — 24.03.2000 | Бригадир комплексной бригады колхоза имени Ленина Горномарийского района Марийской АССР                                                                                                | 26.11.1965      | сельхоз           | Горномарийский район   | [ ГС 22 ] |
| 23 | Свирин Юрий Миронович          | 26.06.1937 — 29.04.2004 | Генеральный директор производственного объединения «Марийский машиностроитель» — директор Марийского машиностроительного завода Министерства радиопромышленности СССР, гор. Йошкар-Ола | 06.08.1991      | радиоэлектронпром | *Рязанская область     | [ ГС 23 ] |
| 24 | Смирнов Владимир Павлович      | 18.12.1932 — 04.07.2021 | Бригадир комплексной бригады строительного управления № 3 Марийского строительного треста Министерства сельского строительства РСФСР, гор. Йошкар-Ола Марийской АССР                   | 07.05.1971      | сельхоз           | Медведевский район     | [ ГС 24 ] |
| 25 | Ямулов Игнатий Романович       | 21.04.1928 — 25.10.2010 | Варщик целлюлозы Марийского целлюлозно-бумажного комбината Министерства лесной, целлюлозно-бумажной и деревообрабатывающей промышленности СССР, Марийская АССР                         | 17.09.1966      | леспром           | Звениговский район     | [ ГС 25 ] |

## Уроженцы Марий Эл, удостоенные звания Героя Социалистического Труда в других регионах СССР
| №  | Фамилия, имя, отчество          | Даты жизни              | Деятельность | Дата присвоения | Отрасль         | Место рождения        | ГС        |
| -- | ------------------------------- | ----------------------- | --- | --------------- | --------------- | --------------------- | --------- |
| 1  | Алексеев Василий Петрович       | 05.12.1923 — 10.11.1986 | Вздымщик Нижнеудинского химлесхоза Министерства лесной и деревообрабатывающей промышленности СССР, Иркутская область | 07.05.1971      | леспром         | Волжский район        | [ ГС 1 ]  |
| 2  | Ванюков Семён Иванович          | 24.05.1917 — 10.06.2006 | Командир самолёта Ан-2 Киргизского управления гражданской авиации Министерства гражданской авиации СССР, гор. Фрунзе | 15.06.1971      | транспорт       | Горномарийский район  | [ ГС 2 ]  |
| 3  | Грязин Илья Макарович           | 1908 — 08.05.1991       | Мастер электросталеплавильного цеха Златоустовского металлургического завода Челябинского совнархоза | 19.07.1958      | металлургия     | Куженерский район     | [ ГС 3 ]  |
| 4  | Двинянинов Арнольд Валентинович | 23.03.1937 — 19.03.2021 | Радиомонтажник Смоленского завода средств автоматики Министерства приборостроения, средств автоматизации и систем управления СССР | 03.01.1974      | приборостроение | Новоторъяльский район | [ ГС 4 ]  |
| 5  | Евдокимов Виктор Фёдорович      | род. 29.09.1942         | Кузнец-штамповщик Алтайского тракторного завода имени М. И. Калинина производственного объединения «Алтайский тракторный завод имени М. И. Калинина» Министерства тракторного и сельскохозяйственного машиностроения СССР, гор. Рубцовск Алтайского края | 10.06.1986      | машиностроение  | Волжский район        | [ ГС 5 ]  |
| 6  | Заболотских Иван Александрович  | 1912 — ????             | Проходчик Ново-Павловского строительного управления треста «Краснолучшахтострой» Министерства строительства предприятий угольной промышленности Украинской ССР, Ворошиловградская область                                                                | 26.04.1957      | углепром        | Параньгинский район   | [ ГС 6 ]  |
| 7  | Калягина Людмила Васильевна     | 11.05.1936 — 14.04.2000 | Учительница Смоленской начальной школы, Читинский район Читинской области | 27.06.1978      | образование     | Йошкар-Ола            | [ ГС 7 ]  |
| 8  | Курочкина Антонина Павловна     | 25.06.1922 — 16.04.1984 | Главный врач Бардымского района Пермской области | 04.02.1969      | здравоохранение | Советский район       | [ ГС 8 ]  |
| 9  | Монятовский Валерий Николаевич  | 24.06.1945 — 27.09.1997 | Токарь Киевского завода торгового машиностроения производственного объединения торгового машиностроения Министерства машиностроения для лёгкой и пищевой промышленности и бытовых приборов СССР                                                          | 11.09.1985      | машиостроение   | Йошкар-Ола            | [ ГС 9 ]  |
| 10 | Смирнов Валентин Александрович  | 1930—1992               | Бригадир колхоза имени Горького Правдинского района Калининградской области | 10.03.1976      | сельхоз         | Новоторъяльский район | [ ГС 10 ] |
| 11 | Смирнов Николай Степанович      | 1908 — ????             | Бригадир колхоза «Искра» Ставропольского района Куйбышевской области | 26.02.1948      | сельхоз         |                       |           |
| 12 | Смирнова Анна Максимовна        | 15.02.1918 — 09.02.1991 | Звеньевая колхоза имени Хрущёва Луцкого района Волынской области | 26.02.1958      | сельхоз         |                       | [ ГС 11 ] |

## Герои Социалистического Труда, прибывшие в Марий Эл на постоянное проживание из других регионов
| № | Фамилия, имя, отчество     | Даты жизни  | Деятельность | Дата присвоения | Отрасль       | Место проживания | ГС |
| - | -------------------------- | ----------- | --- | --------------- | ------------- | ---------------- | -- |
| 1 | Косульников Иван Фёдорович | 1913 — ???? | Бригадир каменщиков передвижной механизированной колонны № 124 треста «Чарджоустрой» Министерства строительства Туркменской ССР, Чарджоуская область | 07.05.1971      | строительство |                  |    |